# İznik Gölü

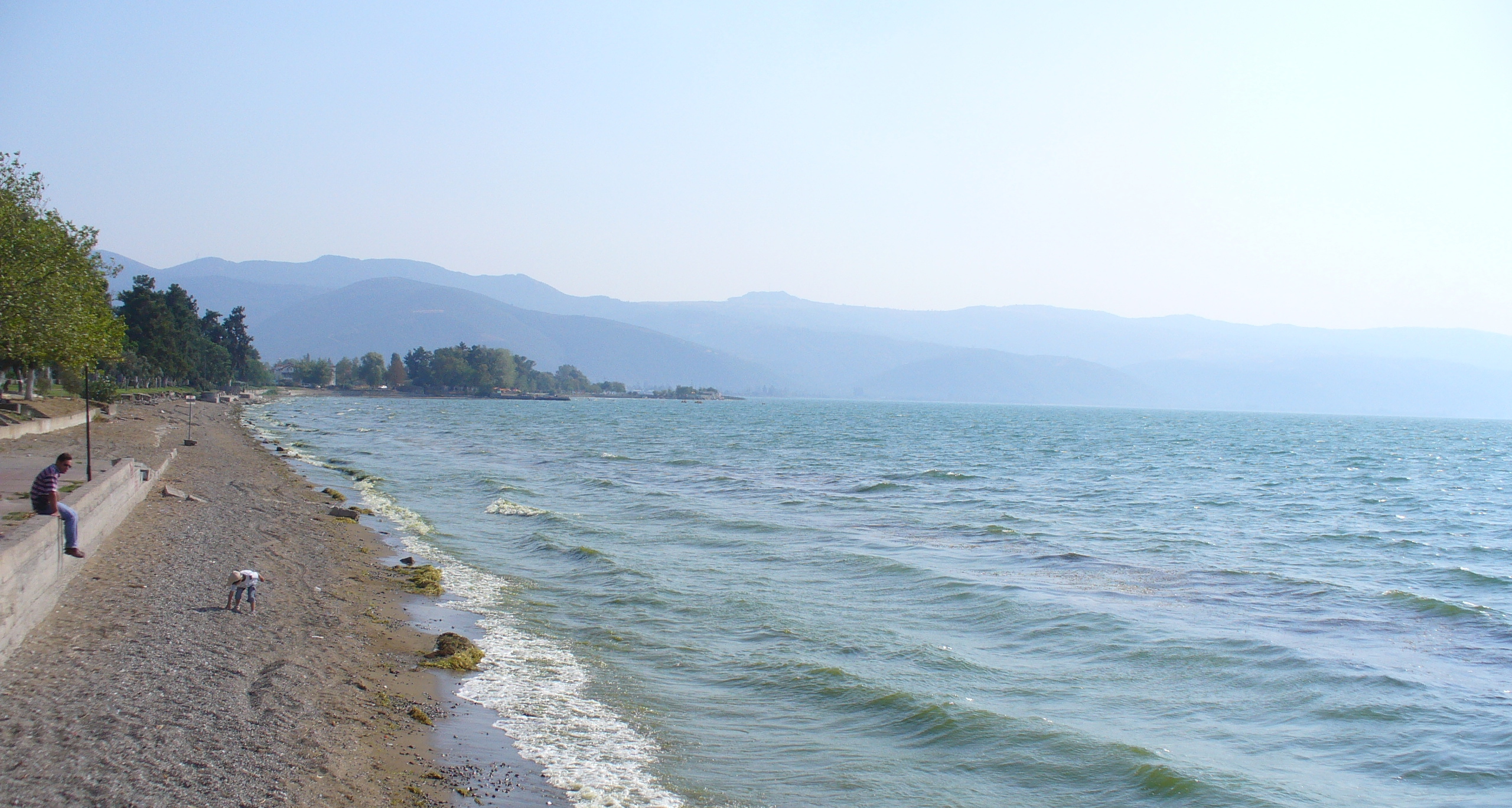
Brzeg jeziora İznik

İznik (tur. İznik Gölü) – jezioro tektoniczne w północno-zachodniej Turcji, nieopodal morza Marmara.
İznik jest słodkowodnym zbiornikiem, piątym pod względem powierzchni jeziorem w Turcji. 
Jest rozciągnięte równoleżnikowo, ma długość 32 km, szerokość 12 km, powierzchnia wynosi 313 km², objętość wód 12,2 km³, maksymalną głębokość do 80 m w południowej części, a średnią 40 m. Roczne wahania poziomu wody wynoszą 0,5 m. Zasilane jest przez pięć strumieni: Kara, Kiran, Nadir spływające od północy z gór Samantli, Sölöz płynący z położonych na południu gór Katirli i Kiran wpadający do jeziora ze wschodu. Wypływa z niego tylko jedna rzeka Karsak, uchodząca na zachód do Morza Marmara. İznik Gölü klasyfikuje się jako alkaiczne jezioro monomiktyczne ciepłe. Zasiedla je ponad 70 gatunków zooplanktonu, bentoniczne małżoraczki i otwornice, raki i 19 gatunków ryb, w tym 11 z rodziny karpiowatych. Pozostałe 8 rodzin stwierdzonych w akwenie reprezentowane są po jednym gatunku. Jezioro uznano w 1989 za ostoję ptaków IBA, ale nie będące objęte żadną formą ochrony i zagrożone przez zanieczyszczanie wód oraz presję człowieka.
Jest jeziorem tektonicznym leżącym w północnoanatolijskiej strefie uskokowej rozdzielającej platformę europejską od tektonicznego bloku anatolijskiego, wzdłuż południowego brzegu akwenu przebiega jeden z uskoków. Rejon jeziora od pliocenu do dziś jest aktywny sejsmicznie i trzęsienia ziemi są liczne. Wschodnie i zachodnie brzegi jeziora budują rzeczne lub jeziorne piaski, żwiry i iły wieku neogeńskiego i czwartorzędowego, południowe brzegi tworzą kwarcowe piaskowce, mułowce i zlepieńce interwału kreda górna – eocen, miejscami wulkanity tegoż wieku, a północne brzegi głównie skały metamorficzne o wieku od wczesnego paleozoiku do późnej kredy. Dno akwenu tworzą osady czwartorzędowe i być może także plioceńskie. 
Na wschodnim wybrzeżu jeziora znajduje się miasto İznik,  w starożytności i średniowieczu zwane Nicea. Wówczas akwen nosił nazwę jeziora Askańskiego. Pojedyncze budowle dawnej Nicei (w tym największa znana bazylika chrześcijańska miasta – Hagios Neophytos), ulokowane poza murem miejskim, zostały w późniejszym czasie zatopione przez wody jeziora i ich ruiny znajdują się współcześnie na dnie, będąc obiektem archeologii podwodnej. O jeziorze pisał w starożytności Pliniusz Starszy, a Pseudo-Arystoteles informował o bardzo dużej zawartości sody w wodach akwenu. 
W czasach współczesnych nad jeziorem rozwinęła się turystyka, a także rolnictwo, w tym uprawa oliwek i owoców, zaś z samego akwenu pozyskuje się głównie raki (ok. 300 ton rocznie na przełomie XX/XXI w.). Jezioro jest też źródłem wody używanej do irygacji okolicznych pól. Od końca XX w. obserwuje się istotne antropogeniczne skażenie wód związkami chemicznymi i ściekami, co skutkuje m.in. spadkiem liczebności ryb i zmianą typu troficznego, z dotychczasowego mezotroficznego na eutroficzny. 